# Kader Abdolah
Kader Abdolah (persa: قادر عبدالله) (Arak, 12 de desembre de 1954)  {{{2}}} (?·pàg.), nom artístic de Hossein Sadjadi Ghaemmaghami Farahani (persa: حسین قائم مقام فراهانی), és un escriptor persa que es va traslladar als Països Baixos el 1988 i escriu en holandès.

## Biografia

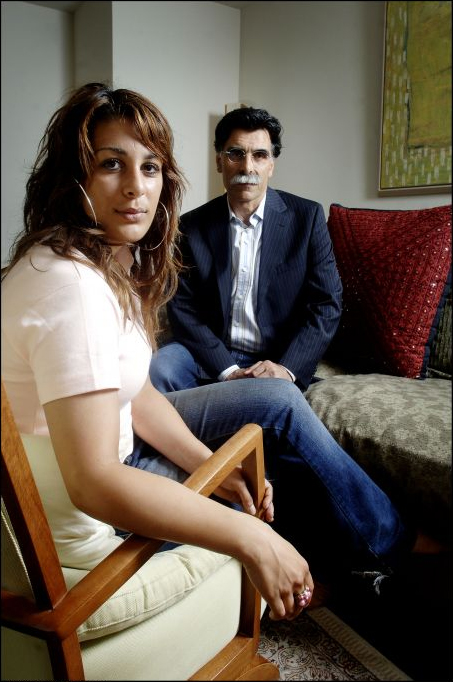
Kader Abdolah amb la seva filla Bahar

Kader Abdolah va créixer en una regió islamista estrictament observadora. A imitació del seu besavi Qhaem Megham Ferahni, va voler ser escriptor i, des dels 12 anys, va estudiar literatura occidental. D'aquí ve el seu interès per Occident i escolta en secret les emissions de ràdio.
Va estudiar física a la Universitat de Teheran i va aconseguir una feina com a gerent en una fàbrica d'envasos. Va ser en aquest moment quan es va interessar per escriure i va produir molts textos en llengua persa. Després de publicar dos reculls de contes, sota els noms de dos membres de l'oposició afusellats, Kader i Abdolah, les autoritats descobreixen que és un membre actiu de l'oposició i que ha de fugir del seu país el 1985. Decideix refugiar-se als Països Baixos. Després d'una estada al centre de refugiats d'Apeldoorn, va aconseguir una casa a Zwolle on va romandre fins al 2003, quan es va traslladar a Delft.
Va aprendre holandès principalment pel seu compte amb l'ajuda de llibres infantils i col·leccions de poesia. A partir d'aquell moment, va escriure en holandès, tot lluitant per dominar millor la llengua. Va començar l'any 1993 amb el recull de contes "De adelaars" (Les àguiles), que va guanyar el premi holandès d'iniciació: el Gouden Ezelsoor.
Publica un nombre creixent de llibres sota el pseudònim de Kader Abdolah i escriu una columna setmanal al diari «de Volkskrant» sota el pseudònim de Mirza, que significa «columnista» i que és a més el nom del seu pare difunt. La seva obra tracta sobretot de la vida entre dues cultures, la de l'Iran i la dels Països Baixos, així com la vida a la diàspora.
El 26 d'abril de 2008 treu el seu llibre De Boodschapper - De Coran (El missatger - L'Alcorà), un díptic, format per una biografia ficcionada de Mahoma i els textos traduïts de l'Alcorà. L'autor pretén contribuir amb aquest llibre de manera positiva al debat sobre l'islam.
Ha rebut diversos premis, és condecorat «Cavaller de l'Ordre del Lleó Holandès» i França el va condecorar « Cavaller de l'Orde de les Arts i les Lletres ».
L'any 2007, els lectors van triar el seu llibre "La casa de la mesquita" com el segon millor llibre holandès de tots els temps, just després de The Discovery of Heaven de Harry Mulisch.

## Obres
- D'adelaars, relats (1993)
- De meisjes en de partizanen, relats (1995), (Les joves i els partisans)
- De reis van de lege flessen, novel·la (1997), (El viatge de les ampolles buides)
- Mirza, cròniques (1998)
- Spijkerschrift, novel·la (2000) (Cuneïforme)
- De koffer, novel·la (2001)
- Een tuin in de zee, cròniques (2001)
- Kélilé en Demné, adaptació holandesa dels relats perses (2002)
- Sophia's droë vrugte, novel·la (2002)
- Portretten en een oude droom, novel·la (2002); reeditat el 2006 sota el títol De droom van Dawoed
- Karavaan, Cròniques (2003)
- Het fugiu van de moskee, novel·la (2005) (La casa de la mesquita)[4]
- De Boodschapper - De Koran, díptic biografia romàntica/traducció textos (2008). (El Missatger)
- De Kraai, novel·la (2011)
- Het pad van de gele slippers, novel·la (2018)